# عویم بن ساعده
 عـُوَیم بن ساعده از انصار و از قبیله اوس بود که پس از درگذشت محمد پیامبر اسلام در ماجرای سقیفه بنی ساعده، هنگامی که ابوبکر و عمر بن خطاب پس از اجتماع انصار در سقیفه، به سقیفه می‌رفتند به آنها پیوست و به آنها دلداری می‌داد. وی از شرکت کنندگان در بیعت عقبه دوم بود. وی در  جنگ بدر و احد و خندق شرکت داشت. وی در سقیفه گفته بود: «خلافت جز از آن اهل بیت نخواهد بود، همان جایی قرارش دهید که خدا قرار داده‌است.»